# Jorge Lacão
Jorge Lacão Costa (ur. 4 września 1954 w Portalegre) – portugalski polityk i prawnik, poseł do Zgromadzenia Republiki, minister ds. kontaktów z parlamentem (2009–2011).

## Życiorys
Absolwent prawa na Uniwersytecie w Coimbrze, podjął praktykę w zawodzie adwokata. Zaangażował się w działalność polityczną w ramach Partii Socjalistycznej. Od 1978 pełnił różne funkcje partyjne, zaczynając od biura prasowego swojego ugrupowania. W latach 1980–1983 kierował gabinetem politycznym lidera socjalistów Mária Soaresa. W 1983 po raz pierwszy został wybrany do Zgromadzenia Republiki, w którym zasiadał do 2009 w trakcie ośmiu kadencji, reprezentując wówczas okręg Santarém. Od 1993 wybierany na radnego miejscowości Abrantes, w latach 1992–1995 był członkiem Komitetu Regionów, a od 1995 do 1997 przewodniczącym frakcji socjalistów.
W latach 2005–2009 pełnił funkcję sekretarza stanu przy urzędzie premiera. W październiku 2009 objął stanowisko ministra ds. kontaktów z parlamentem w drugim rządzie José Sócratesa; zajmował je do czerwca 2011. W tym samym roku ponownie wszedł w skład portugalskiego parlamentu z okręgu Lizbona, mandat utrzymywał również w wyborach w 2015 i 2019.